# Joan Segimon Záploya
Joan Segimon de Zápolya (en hongarès: Szapolyai János Zsigmond) (7 de juliol de 1540 Budapest – Gyulafehérvár, 14 de març de 1571) va ser un noble hongarès, comte de Szepes i fill del rei Joan I d'Hongria i d'Isabela Jagellón d'Hongria. Joan Segismon va ser el primer Príncep de Transsilvània (1541-1571), després que aquesta s'independitzés després de l'ocupació turca d'Hongria. Va ser rei electe (rex electus) d'Hongria com Joan II (més mai va ser coronat o va regnar).

## Biografia
Després de resistir durant dos segles els atacs turcs otomans, Hongria finalment va ser derrotada en 1526 en la Batalla de Mohács, on va morir el rei Lluís II d'Hongria. Com que no va deixar hereus, aviat el voivoda de Transsilvània, el comte hongarès Joan de Zápolya i Ferran I d'Habsburg, germà de l'emperador germànic es van fer coronar com a reis hongaresos i van continuar una sèrie de lluites per conservar el control del regne. Ja que el rei Joan I d'Hongria no tenia fills hereus, després de la seva mort, Ferran Habsburg i els seus descendents serien els reis hongaresos.

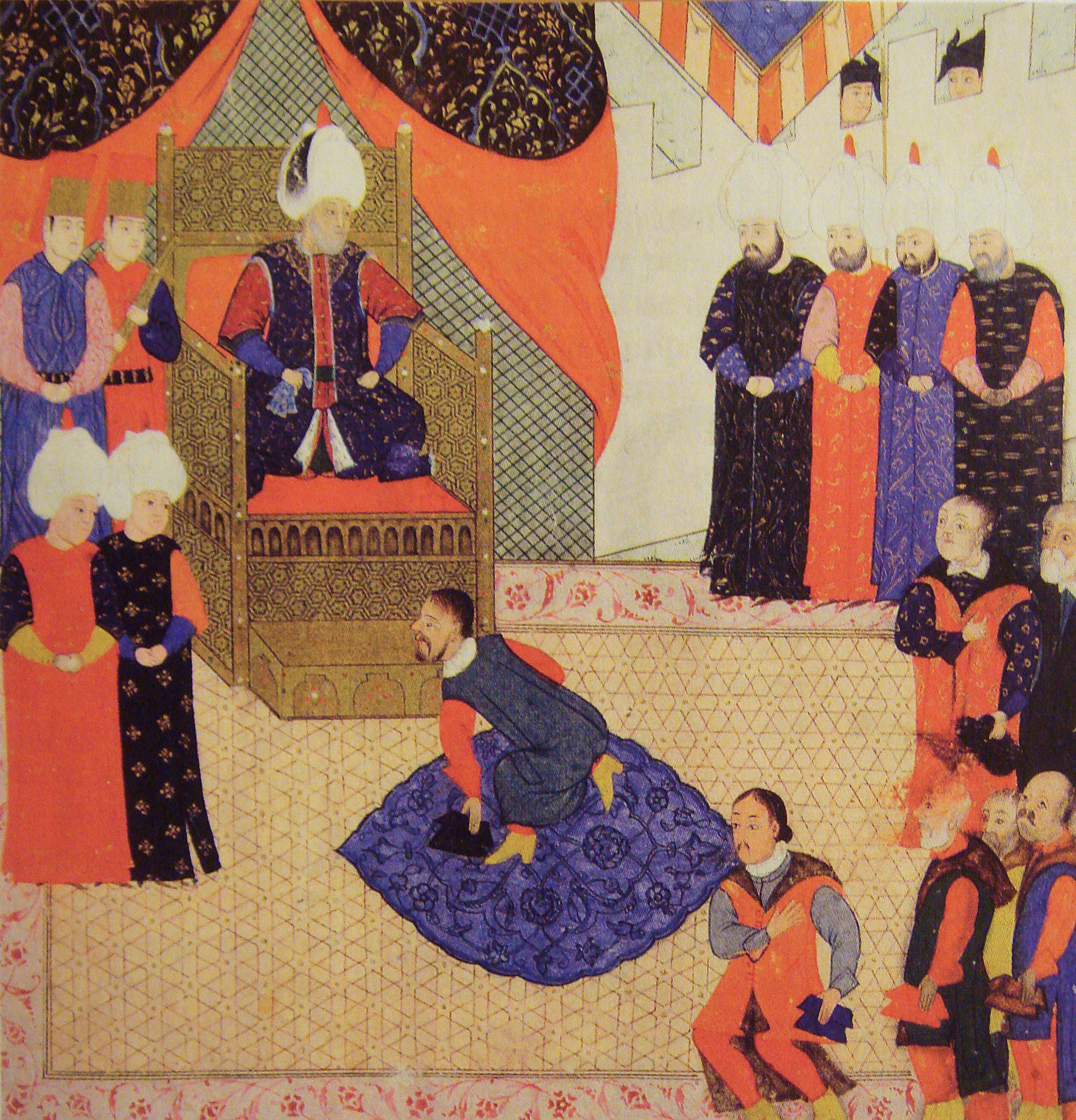
Joan Segismon de Zápolya agenollat davant el sultà Solimà I el Magnífic en 1556.

No obstant això, en 1540 just abans de morir, Joan I es va assabentar que la seva esposa la reina Isabela Jagellón (filla del rei Segismon I de Polònia) finalment havia donat a llum un fill home, al qui van anomenar Joan Segimon de Zápolya i immediatament va ser proclamat com a successor en el tron hongarès. Ferran aviat es va assabentar d'això i va mobilitzar els seus exèrcits cap a Hongria, després de la qual cosa el sultà Solimà I el Magnífic enfuriat va decidir que no es podia confiar ni en els hongaresos ni en els germànics, ja que pactaven en secret a l'esquena.
En pocs mesos, els exèrcits otomans van avançar cap a la seu reial hongaresa, Buda, instal·lant el seu campament l'agost de 1541 al costat de la muntanya sobre la qual es trobava la ciutat real. Aviat Solimà va enviar els seus emissaris al palau demanant-li a la reina vídua Isabela que anés al campament turc a presentar-li al nen nounat. Baixant en un carruatge daurat on viatjava la reina amb diverses nodrisses que portaven a Joan Segimon en els seus braços, aviat els hongaresos es van adonar que el sultà planejava alguna cosa: un contingent de geníssers turcs va aprofitar l'ocasió per colar-se a la ciutat i sense cap enfrontament armat aquesta va ser presa per les forces otomanes. Després d'estar diversos dies tancada en el seu palau, la reina Isabela va ser traslladada amb el seu fill al castell de Lippa, al costat del riu Maros. El sultà li havia permès emportar-se totes les seves pertinences personals i li va prometre que ocuparia la ciutat de Buda fins a la majoria d'edat de Joan Segimon, qui regnaria de forma independent, encara que com a vassall de l'imperi otomà. La reina va arribar finalment a la ciutat de Gyulafehérvár en Transsilvània (on la família del seu espòs tenia extensos dominis), mudant-se al palau episcopal que va ser remodelat per acollir a la reina i al seu fill.
El petit Joan Segimon va créixer sota la tutoria de la seva mare, la reina Isabela, i del monjo Jorge Martinuzzi, els qui van exercir de regentis de Transsilvània fins a la majoria d'edat del jove de Zápolya. Joan Segimon es va convertir en una persona exemplarment culta. Parlava i escrivia en 8 idiomes: hongarès, polonès, italià, llatí, grec, romanès i turc. Era conegut per ser molt ben plantat (de contextura mitjana i atlètica, cabells rossos, llavis prims, pell delicada). Era un apassionat amant dels llibres, així com de la música i la dansa. Malgrat la seva contextura prima adorava la caça i feia ús de la llança en aquestes ocasions.
A part del seu gran nivell cultural, també era famosa la seva extrema paciència i sentit de la justícia. Era capaç d'escoltar durant hores les diverses discussions religioses entre sacerdots catòlics i protestants. També és important destacar que els territoris d'Hongria que estaven sota el seu control comptaven amb un exèrcit de 50.000 soldats permanents, cosa extraordinària per a la seva època, ja que cap altre Estat europeu disposava constantment d'aquesta força militar.
En 1568, Joan Segimon, aconsellat pel teòleg Ferenc Dávid, va ordenar la sanció de l'Edicte de Turda, el qual estipulava que s'havien de respectar les quatre tendències religioses cristianes principals: (catolicisme, Luteranisme, Calvinisme i unitarisme).
Posteriorment, la pugna entre els dos pretendents al tron hongarès va continuar fins que un parell d'anys després de la Pau d'Adrianòpolis en 1568, signada entre l'emperador germànic Maximilià II d'Habsburg i el sultà Selim II, Joan Segimon es veiés obligat a renunciar al títol de rei hongarès en 1570.
En l'acord de Speyer entre Joan Segimon i l'emperador, Transsilvània va ser reconeguda com un Principat independent baix vassallatge davant els turcs otomans amb Joan Segimon al seu cap, segellant-se així la separació del regne hongarès en tres regions polític-administratives independents. Joan Segimon va morir pocs mesos després de la ratificació d'aquest acord en 1571, i el comte Esteve Bathory I va ser triat com a nou Príncep transsilvà per la gran assemblea.